# Eduard von Hartmann

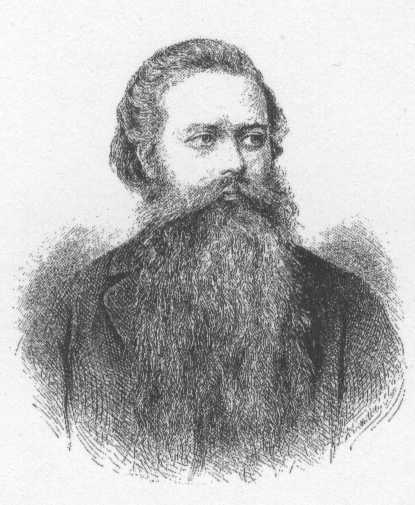
Eduard von Hartmann.

Karl Robert Eduard von Hartmann (23 de febrer de 1843 – 5 de juny de 1906), va ser un filòsof alemany.
Va néixer a Berlín, i va ser educat dirigit cap a una carrera militar. Va entrar en el cos d'artilleria com a oficial l'any 1860, però va ser obligat a deixar-ho a causa d'un problema en el seu genoll. Després d'alguns dubtes entre dedicar-se a la música o a la filosofia es va decidir per aquesta última, i el 1887 va obtenir el títol de doctor en filosofia de la Universitat de Rostock. Després d'això, va tornar A Berlín, i acabaria morint a Grosslichterfelde, a hores d'ara un barri de Berlín.
Va aconseguir reputació com a filòsof després del seu primer llibre, La filosofia de l'inconscient (1869). L'èxit va ser sobretot a causa de l'originalitat del seu títol, la diversitat del seu contingut (von Hartman intentava obtenir resultats especulatius mitjançant els mètodes de les ciències inductives, i emprant moltes il·lustracions), l'elegància del seu pessimisme i el vigor i lucidesa del seu estil. La concepció de l'inconscient, que von Hartmann descriu com el principi metafísic últim, no és tan paradoxal com sembla, car simplemtent era un nom misteriós que donava a l'Absolut emprat pels metafísics alemanys.

## Teoria
L'inconscient apareix com una combinació de la metafísica de Hegel i la de Schopenhauer. Segons von Hartmann l'inconscient és alhora desig i raó i la base omnipresent de tota existència. von Hartman combina d'aquesta forma el panteisme amb el panlogisme de manera similar al realitzat per Schelling a la seva filosofia positiva. No obstant això el desig i no la raó és l'aspecte principal del subconscient, el caràcter malenconiós del qual està determinat per la primacia del desig i la servitud de la raó. Segons ell el desig és potencial i la raó latent, i el desig està buit de raó quan passa de la potencialitat al desig real, que és misèria absoluta, i, per a guarir-la, el subconscient evoca la seva raó i amb la seva ajuda crea el millor dels mons possibles, que conté la primesa de la seva redempció de l'existència real per l'emancipació de la raó de la seva subjugació al desig en la raó conscient del pessimisme il·luminat. Quan la major part del desig està tan il·luminat per la raó com per a percebre la inevitable misèria de l'existència, es farà un esforç col·lectiu per desitjar la no existència, i el món desitjarà recaure en el no-res, i l'inconscient en la inactivitat.
Von Hartmann és un pessimista. Segons els seus escrits la felicitat individual és inassequible o bé aquí i ara o bé en el futur, però no perd l'esperança d'alliberar l'inconscient del seu sofriment. Difereix de Schopenhauer en fer la salvació a través de la negació de la voluntat de viure depenent en un esforç social col·lectiu i no en l'escepticisme individual. La concepció d'una redempció de l'inconscient també proporciona la base última de l'ètica de von Hartmann. Hem d'afirmar provisionalment la vida, i dedicar-nos a l'evolució social en lloc de buscar una felicitat impossible. Fent això trobarem que la moral torna a la vida menys infeliç del que podria haver estat d'altra forma. El suïcidi i altres formes d'egoisme són reprovables. Epistemològicament von Hartmann és un realista transcendental que defensa els seus punts de vista i critica les teories dels seus rivals amb agudesa. El seu realisme li permet mantenir la realitat del temps, i d'aquesta forma el procés de la redempció mundial.
L'obra de von Hartmann és molt extensa, i pot classificar-se en:
- Sistemàtica, incloent els grans problemes:
  - Die Erkenninistheorie; Kategorienlehre; Das sittliche Bewusstsein; Die Philosophie des Schönen; Die Religion des Geistes; Die Philosophie des Unbewussten (3 vols., que inclouen su, originalment anònima, autocrítica Das Unbewusste vom Standpunkte der Physiologie und Descendenztheorie, i la seva refutació)
  - System der Philosophie im Grundriss
  - Grundriss der Erkenntnislehre
- Histórica y crítica:
  - Das religiöse Bewusstsein der Menschheit
  - Geschichte der Metaphysik (2 vols.)
  - Kants Erkenntnistheorie
  - Kritische Grundlegung des transcendentalen Realismus
  - Uber die dialektische Methode
- Estudis de Schelling, Lotze, von Kirchmann
  - Zur Geschichte des Pessimismus
  - Neukantianismus, Schopenhauerismus, Hegelianismus
  - Geschichte der deutschen Ästhetik und Kant
  - Die Krisis des Christentums in der modernen Theologie
  - Philosophische Fragen der Gegenwart
  - Ethische Studien
  - Moderne Psychologie
  - Das Christentum des neuen Testaments
  - Die Weltanschauung der modernen Physik
- Popular:
  - Soziale Kernfragen
  - Moderne Probleme
  - Tagesfragen
  - Zwei Jahrzehnte deutscher Politik
  - Das Judentum in Gegenwart und Zukunft
  - Die Selbstzersetzung des Christentums
  - Gesammelte Studien
  - Der Spiritismus y Die Geisterhypothese des Spiritismus
  - Zur Zeitgeschichle